# پهنای باند (پردازش)
در محاسبات، پهنای باند، بیشترین میزان انتقال داده در سراسر یک مسیر مشخص است. پهنای باند، شاید به عنوان پهنای شبکه، پهنای داده، یا پهنای دیجیتال نیز گفته می شود. 
تعریف پهنای باند با زمینه پردازش سیگنال، ارتباطات بی‌سیم، انتقال داده مودم، ارتباطات دیجیتال، و الکترونیک‌ها در تضاد است، که در آن پهنای باند، قبلاً به پهنای سیگنال آنالوگ اندازه‌گیری شده با هرتز اشاره می‌ شده است، به معنی محدوده فرکانس بین کمترین و بیشترین فرکانس قابل دست یابی درحال برخورد یک سطح اختلال کاملاً معین درتوان سیگنال.
نرخ واقعی بیت به دست آمده، نه تنها به پهنای باند سیگنال بستگی دارد بلکه وابسته به کانال نیز است.

## ظرفیتپهنای باندشبکه
عبارت پهنای باند گاهی به صورت نرخ بیت شبکه (حداکثر نرخ (میزان) شبکه)، نرخ اطلاعات، یا لایه فیزیکی (نرخ بیت سودمند)، گنجایش (ظرفیت) کانال، یا حداکثر توان عملیاتی از یک مسیر ارتباطی منطقی یا فیزیکی در یک سیستم ارتباطی دیجیتال تعریف می‌شود.
برای نمونه، ارزیابی‌های پهنای باند، حداکثر توان خروجی از یک شبکه کامپیوتری را برآورد می‌کند.
بیشترین نرخ (اندازه) ای که می‌تواند بروی یک لینک پایدار بماند، به وسیله گنجایش کانال شانون هارتلی برای این سیستمهای ارتباطی محدود شده‌است، که تابع پهنای باند در هرتز و اختلالات در کانال است.

## مصرف پهنای باند شبکه
پهنای باند مصرف شده به بیت بر ثانیه، مربوط به توان خروجی بدست آمده یا منبع خوب، یعنی نرخ متوسط انتقال موفق داده در طول یک مسیر ارتباطی، می‌باشد.
پهنای باند مصرف شده می‌تواند از تکنولوژی‌هایی مانند شکل دهی پهنای باند، مدیریت پهنای باند، دریچه پهنای باند، سرپوش یا کلاهک پهنای باند، تخصیص پهنای باند (برای نمونه پروتکل تخصیص پهنای باند و تخصیص پهنای باند پویا) و غیره تأثیر پذیرد. یک پهنای باند جریان بیت متناسب با پهنای باند متوسط مصرف شده در هرتز (متوسط پهنای باند طیفی از سیگنال آنالوگ نشانگر جریان بیت) در طول یک بازه زمانی مورد مطالعه می‌باشد.
پهنای باند کانال ممکن است با توان داده‌ها مفید (و یا اشتباه میزان عبور). به عنوان مثال، کانال با x bps ممکن است لزوماً داده‌ها را با سرعت x منتقل نکند، زیرا پروتکل‌ها، رمزگذاری و سایر فاکتورها می‌توانند سربار قابل توجهی اضافه کنند. به عنوان مثال، بسیاری از ترافیک اینترنت از پروتکل کنترل انتقال (TCP) استفاده می‌کنند، که برای هر تراکنش به دستی سه طرفه نیاز دارد. اگرچه در بسیاری از پیاده‌سازی‌های مدرن پروتکل کارآمد است، اما در مقایسه با پروتکل‌های ساده‌تر سربار قابل توجهی را اضافه می‌کند. همچنین بسته‌های داده ممکن است از بین برود که باعث کاهش بیشتر کارایی داده می‌شود. به‌طور کلی، برای هرگونه ارتباط دیجیتالی مؤثر، یک پروتکل قاب‌بندی مورد نیاز است. توان سربار و کارآمد به اجرای آن بستگی دارد. توان مصرفی کمتر از یا برابر با ظرفیت واقعی کانال منهای اجرای سربار است.

## پهنای باند همکاران
پهنای باند همکاران (توان عملیاتی مجانبی) برای یک شبکه، اندازه حداکثر توان عملیاتی برای یک منبع حریصانه است، برای مثال زمانی که اندازه پیام (تعداد بسته‌ها در ثانیه از منبع) نزدیک به بیشترین مقدار باشد.
پهنای باند همکاران معمولاً بوسیله ارسال یک تعداد بسیار بزرگی از پیامها از طریق شبکه تخمین زده می‌شود، یعنی اندازه‌گیری توان عملیاتی انتها به انتها.
مانند پهنای باندهای دیگر، پهنای باند همکاران از چندین بیت در ثانیه اندازه‌گیری شده‌است. از آنجایی که مقادیر پهنای باند می‌تواند اندازه‌گیری را منحرف کند، حامل‌ها اغلب از صدک ۹۵ ام استفاده می‌کنند. این روش مکرراً کاربرد پهنای باند را اندازه‌گیری می‌کند و سپس ۵ درصد بالایی را حذف می‌کند.

## پهنای باند چند رسانه‌ای
پهنای باند دیجیتال همچنین می‌تواند به نرخ بیت چند رسانه یا نرخ بیت متوسط بعد از فشرده سازی داده چندرسانه ای (کدگذاری منبع)، تعریف شده بعنوان کل مقدار دادهٔ تقسیم شده
بوسیله زمان پخش با توجه به الزامات و نیازمندیهای پهنای باند غیر عملی بالا از رسانه دیجیتال فشرده نشده، پهنای باند چندرسانه ای مورد نیاز، می‌تواند به‌طور قابل ملاحظه ای بوسیله فشرده سازی داده کاهش داده شود. گسترده‌ترین روش فشرده سازی داده استفاده شده برای کاهش پهنای باند رسانه، تبدیل کسینوس گسسته‌است(DTC)، که اولین با توسط نصیر احمد در اوایل سال ۱۹۷۰ پیشنهاد شد. فشرده سازی DTC به‌طور قابل ملاحظه ای تعداد حافظه و پهنای باند مورد نیاز برای سیگنال دیجیتال را کاهش می‌دهد، که توانایی دستیابی به یک تراکم داده تا ۱۰۰:۱ در مقایسه با رسانه فشرده نشده‌است.

## پهنای باند در میزبانی وب
در سریس میزبانی وب، مفهوم پهنای باند به اشتباه برای معرفی مقدار داده منتقل شده به یا از وبسایت یا سرور در یک دوره زمانی تعریف شده. برای نمونه مصرف انباشته شده پهنای باند در طول یک ماه، اندازه‌گیری شده در گیگابایت در ماه. عبارت دقیق تری که برای این معنی از حداکثر میزان انتقال داده در هر ماه یا دوره معین استفاده می‌شود ، انتقال داده ماهانه است.
شرایط یکسانی می‌تواند برای کاربر نهایی ISPها نیز رخ دهد، مخصوصاً جایی که گنجایش شبکه محدود شده‌است (برای مثال در مناطقی با اتصال اینترنت توسعه نیافته و بر روی شبکه‌های بی‌سیم).

## پهنای باند اتصال اینترنت
این جدول بیشترین پهنای باند (لایه فیزیکی نرخ بیت شبکه) از تکنولوژی‌های دسترسی اینترنت معمول را نشان می‌دهد.
برای لیستهای مفصل بیشتر نگاه کنید
- لیست پهنای باند وسیله
- روند پیشرفت نرخ بیت
- نرخ بیت #چندرسانه

| ۵۶ کیلوبیت بر ثانیه    | مودم / Dialup                                          |
| ۱٫۵ مگابیت در ثانیه    | ADSL Lite                                              |
| ۱٫۵۴۴ مگابیت در ثانیه  | T1 / DS1                                               |
| ۲٫۰۴۸ مگابیت در ثانیه  | حامل E1 / E                                            |
| ۴ مگابیت در ثانیه      | ADSL1                                                  |
| ۱۰ مگابیت در ثانیه     | شبکه محلی کابلی                                        |
| ۱۱ مگابیت در ثانیه     | بی‌سیم 802.11b                                          |
| ۲۴ مگابیت در ثانیه     | ADSL2 +                                                |
| ۴۴٫۷۳۶ مگابیت در ثانیه | T3 / DS3                                               |
| ۵۴ مگابیت در ثانیه     | 802.11g بی‌سیم                                          |
| ۱۰۰ مگابیت در ثانیه    | اترنت سریع                                             |
| ۱۵۵ مگابیت در ثانیه    | OC3                                                    |
| ۶۰۰ مگابیت در ثانیه    | بی‌سیم 802.11n                                          |
| ۶۲۲ مگابیت در ثانیه    | OC12                                                   |
| ۱ گیگابایت بر ثانیه    | اترنت گیگابیت                                          |
| ۱٫۳ گیگابایت بر ثانیه  | بی‌سیم 802.11ac                                         |
| ۲٫۵ گیگابایت در ثانیه  | OC48                                                   |
| ۵ گیگابایت در ثانیه    | USB SuperSpeed                                         |
| ۷ گیگابایت بر ثانیه    | بی‌سیم 802.11ad                                         |
| ۹٫۶ گیگابایت بر ثانیه  | OC192                                                  |
| ۱۰ گیگابایت بر ثانیه   | ۱۰ گیگابیت اترنت ، USB SuperSpeed 10 گیگابایت در ثانیه |
| ۲۰ گیگابایت بر ثانیه   | SuperSpeed USB 20 Gbit / s                             |
| ۴۰ گیگابایت بر ثانیه   | رعد و برق ۳                                            |
| ۱۰۰ گیگابایت بر ثانیه  | ۱۰۰ گیگابایت اترنت                                     |

## قانون ادولم
قانون ادولم، در سال ۲۰۰۴ توسط فیل ادولم پیشنهاد و نامگذاری شده‌است، تصریح می‌کند که پهنای باند شبکه‌های مخابراتی هر ۱۸ ماه دو برابر می‌شود، که این از سال ۱۹۷۰ به اثبات رسیده‌است. این گرایش در موارد اینترنت، تلفن همراه (تلفن همراه)، LAN بی‌سیم و شبکه‌های بی‌سیم محلی شخصی آشکار است.
فلز - اکسید - زمینه نیمه هادی - ترانزیستور اثر(MOSFET) مهمترین عامل امکان افزایش سریع پهنای باند است.
MOSFET (ترانزیستور MOS) بوسیله محمد م. آتالا و داون کانق در آزمایشگاه بل در سال ۱۹۵۹ اختراع شد، و به ساختمان اصلی تکنولوژی ارتباطات راه دور تبدیل شد. مقیاس بندی مداوم MOSFET، با پیشرفت‌های گوناگون در تکنولوژی MOS، هر دو قانون Moore's (ترانزیستور در تراشه مدار مجتمع هر دو سال دو برابر می‌شود) و قانون Edh olm’s (پهنای باند ارتباطی هر ۱۸ ماه دو برابر می‌شود) را توانا ساخت.